# 着物王子は恋をあばく
『着物王子は恋をあばく』（きものおうじはこいをあばく）は、藤中千聖による日本の漫画作品。『Sho-Comi』（小学館）にて、2012年19号から同年21号まで掲載された。

## 概要
サブタイトルは「君が僕を忘れても」。
藤中千聖が『Sho-Comi』でデビューしてから第6作目の連載作品であり、前作の『シェイクスピアのお気に召すまま』以来、1年ぶりの連載となる。

## ストーリー
ある日、交通事故に遭ってしまった幾原桜は、怪我などはなかったものの、事故以前の1年分の記憶を失くしてしまう。
混乱する中、数少ない記憶の中で事故直前に誰かに告白されたことだけ覚えていた桜は、その相手を見つける為、自分が所属していた茶道部の部員・遊佐春樹と華道部の部員で先輩の緒方司に出会う。
2人に誰かに告白されたことを話した桜は、緒方から自分がその相手だと告げられるが、何故か心の中では緒方ではなく遊佐のことばかりが気になってしまう。
しかし、遊佐からは告白したのは自分ではないと告げられてしまい…?

## 登場人物
幾原桜（いくはら さくら）
高校1年生で茶道部に所属していたが、交通事故で1年分の記憶を失くしてしまい、記憶喪失になる。事故直前に告白してくれた人物を捜している。
遊佐春樹（ゆさ はるき）
桜のクラスメイトで、同じく茶道部に所属している。クールな性格で、周りからは付き合いにくいと思われている。桜には告白したのは自分ではないと告げる。
緒方司（おがた つかさ）
高校2年生で華道部に所属しており、桜たちの先輩。誰にもフレンドリーで優しく、女子にも人気。桜に告白したのは自分だと告げるが…?